# Solenopsis canariensis
Solenopsis canariensis é uma espécie de formiga do gênero Solenopsis, pertencente à subfamília Myrmicinae.